# Rastreo (cacería)
El Rastreo en la caza y la ecología es la ciencia y el arte de observar las huellas de los animales y otros signos, con el objetivo de comprender mejor el paisaje y el animal que se rastrea (la "cantera"). Otro objetivo del seguimiento es la comprensión más profunda de los sistemas y patrones que componen el entorno que rodea e incorpora al rastreador.
La práctica de rastrear puede enfocarse, pero no limitarse a, los patrones y sistemas de la vida y ecología animal local. Los rastreadores deben poder reconocer y seguir a los animales a través de sus huellas, señales y senderos, también conocidos como rastros. El rastro puede incluir huellas, excrementos, plumas, matanzas, postes para rascar, rastros, marcas de arrastre, sonidos, olores, postes para marcar, el comportamiento de otros animales, señales de hábitat y cualquier otra pista sobre la identidad y el paradero de la cantera.
El rastreador experto puede discernir estas pistas, recrear lo que sucedió en el paisaje y hacer predicciones sobre la cantera. El rastreador puede intentar predecir la ubicación actual de la cantera y seguir el rastro de la cantera hasta esa ubicación, en una actividad conocida como rastreo.
Los cazadores prehistóricos usaban el rastreo principalmente para recolectar comida. Incluso en tiempos históricos, el seguimiento ha sido practicado tradicionalmente por la mayoría de los pueblos indígenas de todo el mundo. Las agencias militares y de inteligencia también utilizan el rastreo para encontrar combatientes enemigos en la selva, la tierra, el mar y el desierto.

## El Rastreo como arte y ciencia
Se ha sugerido que el arte de rastrear puede haber sido la primera implementación de la ciencia, practicada por cazadores-recolectores desde la evolución de los humanos modernos.
Además del conocimiento basado en la observación directa de los animales, los rastreadores obtienen una comprensión detallada del comportamiento animal a través de la interpretación de huellas y señales. De esta manera se puede obtener mucha información que de otro modo permanecería desconocida, especialmente sobre el comportamiento de animales raros o nocturnos que no se ven con frecuencia.
Las huellas y las señales ofrecen información sobre el comportamiento natural no perturbado, mientras que las observaciones directas a menudo influyen en el animal por la mera presencia del observador. El seguimiento es, por lo tanto, un método no invasivo de recopilación de información, en el que se puede minimizar el estrés potencial causado a los animales.
Algunas de las aplicaciones más importantes del rastreo son la caza y la captura, así como el control de la caza furtiva, el ecoturismo, la educación ambiental, la investigación policial, la búsqueda y el rescate y la investigación científica.
La ciencia moderna del rastreo de animales se practica ampliamente en los campos de la biología de la vida silvestre, la zoología, la mamología, la conservación y el manejo de la vida silvestre. El seguimiento permite la detección de especies raras, en peligro de extinción y escurridizas. La ciencia del rastreo se utiliza en el estudio de carnívoros del bosque como el lince canadiense (Felis lynx) y el glotón (Gulo gulo). Varias mediciones de huellas y/o patas de un animal, y los análisis posteriores del dato, también pueden revelar información importante sobre la fisiología de los animales y su comportamiento. Por ejemplo, las medidas de las patas del lince demuestran que su capacidad de soporte (sobre la nieve) es el doble que la del gato montés.

## Reconocimiento de signos
Para reconocer una señal específica, un rastreador a menudo tiene una imagen preconcebida de cómo se ve una señal típica. Sin imágenes preconcebidas, muchas señales pueden pasarse por alto. Sin embargo, con una imagen preconcebida del rastro de un animal específico en mente, los rastreadores tenderán a 'reconocer' el rastro en las marcas hechas por otro animal, o incluso en marcas aleatorias. Su mente tendrá prejuicios para ver lo que quiere ver y, para evitar cometer tales errores, debe tener cuidado de no tomar decisiones demasiado pronto. Las decisiones que se toman de un vistazo a menudo pueden ser erróneas, por lo que cuando encuentran nuevas señales, los rastreadores se toman su tiempo para estudiar las señales en detalle. Si bien las imágenes preconcebidas pueden ayudar a reconocer señales, el rastreador debe, sin embargo, evitar la tendencia precondicionada de buscar un conjunto de cosas en el entorno con exclusión de todas las demás.
Los rastreadores siempre intentarán identificar el rastro positivamente por alguna marca distintiva o manierismo para no perderlo en ningún rastro similar. Buscarán tales características en las huellas, así como una forma individual de caminar. A menudo, las pezuñas de los antílopes están rotas o tienen bordes astillados, o cuando el animal camina, puede dejar una marca característica. Los rastreadores experimentados memorizarán un rastro y podrán distinguir el rastro de ese animal individual de los demás. Al seguir un rastro, los rastreadores caminarán junto a él, no sobre él, teniendo cuidado de no estropear el rastro para que se pueda encontrar fácilmente nuevamente si se pierde el rastro.
Las sombras proyectadas por las crestas en el rastro se muestran mejor si el rastro se mantiene entre el rastreador y el sol. Con el sol brillando detrás del rastro, las sombras proyectadas por pequeñas crestas y muescas en el rastro serán claramente visibles. Sin embargo, con el sol detrás del rastreador, estas sombras quedarán ocultas por las crestas que las proyectan. El seguimiento es más fácil por la mañana y al final de la tarde, ya que las sombras proyectadas por las crestas en el rastro son más largas y se destacan mejor que al mediodía o cerca de él. A medida que el sol sube en el cielo, las sombras se acortan. Al mediodía, es posible que el rastro no proyecte ninguna sombra, por lo que es difícil verlos bajo el resplandor de la luz del sol.
Los rastreadores nunca mirarán sus pies si pueden evitarlo, ya que esto los ralentizará. Al mirar arriba, muy por delante de sí mismos, aproximadamente de cinco a diez metros (15 a 30 pies) según el terreno, pueden rastrear mucho más rápido y con más facilidad. A menos que necesiten estudiar el rastro más de cerca, no es necesario examinar cada signo. Si ven una señal diez metros más adelante, los que están en el medio pueden ser ignorados mientras buscan rastros más adelante. En terrenos difíciles, puede que no sea posible ver las señales mucho más adelante, por lo que los rastreadores tendrán que mirar al suelo frente a ellos y moverse más lentamente.
Los rastreadores también deben evitar concentrar toda su atención en las huellas, ignorando así todo lo que les rodea. El seguimiento requiere una atención variable, un reenfoque constante entre los detalles minuciosos de la pista y el patrón completo del entorno.

## Anticipación y predicción
Aunque en principio es posible seguir un rastro simplemente buscando una señal tras otra, esto puede llevar tanto tiempo que el rastreador nunca alcanzará a la cantera. En cambio, los rastreadores se ubican en la posición de su presa para anticipar la ruta que pudo haber tomado. De este modo, podrán decidir de antemano dónde pueden esperar encontrar señales y así no perder el tiempo buscándolas. 
Los rastreadores a menudo buscarán rastros en lugares obvios, como aberturas entre arbustos, donde el animal probablemente se habría movido. En tupidos matorrales buscarán las autopistas más accesibles. Cuando la huella cruce un claro abierto, buscarán en la dirección general vías de acceso al otro lado del claro. Si el animal se movía de sombra en sombra, buscará rastros en la sombra que se encuentra más adelante. Si su presa se ha movido consistentemente en una dirección general, puede ser posible seguir la ruta más probable enfocándose en el terreno y buscando señales de rastro solo ocasionalmente. Sin embargo, deben estar siempre alerta ante un cambio brusco de dirección.
Los animales suelen hacer uso de una red de caminos para moverse de una localidad a otra. Si está claro que un animal estaba usando un camino en particular, simplemente se puede seguir hasta el punto donde se bifurca, o hasta donde el animal ha dejado el camino. Cuando se haya utilizado uno de varios caminos, los rastreadores deben, por supuesto, determinar qué camino usó ese animal específico. Esto puede no ser siempre fácil, ya que muchos animales suelen utilizar los mismos caminos.
En áreas de alta densidad de animales que tienen caminos de animales muy utilizados que se interconectan, puede parecer imposible seguir las huellas. Sin embargo, una vez que las huellas han sido localizadas en el camino de un animal, a menudo es posible que un rastreador siga el camino aunque no se vean más huellas. Al mirar a ambos lados del camino, el rastreador puede establecer si el animal se ha alejado del camino y luego seguir el nuevo camino.
En terrenos difíciles, donde las señales son escasas, los rastreadores pueden depender en gran medida de la anticipación de los movimientos del animal. Para moverse lo suficientemente rápido como para alcanzar al animal, es posible que uno no pueda detectar todas las señales. Los rastreadores a veces se identifican con el animal hasta el punto de seguir una ruta imaginaria que creen que probablemente habría tomado el animal, y solo confirman sus expectativas con signos ocasionales.
Cuando los rastreadores llegan a terrenos duros y pedregosos, donde las huellas son prácticamente imposibles de discernir, aparte de la extraña pequeña piedra que se ha volcado, pueden moverse alrededor del parche de terreno duro para encontrar el rastro en un terreno más blando.
Cuando los rastreadores pierden el rastro, primero buscan señales en lugares obvios, eligiendo varias vías de acceso probables a través de la maleza en la dirección general del movimiento. Cuando varios rastreadores trabajan juntos, simplemente pueden abrirse en abanico y dividir el suelo en cuatro hasta que uno de ellos lo encuentre. Un rastreador experimentado puede predecir más o menos hacia dónde se dirigía el animal, y no perderá el tiempo en un lugar buscando señales, sino que lo buscará más adelante.
El conocimiento del terreno y el comportamiento de los animales permite a los rastreadores ahorrar un tiempo valioso al predecir los movimientos del animal. Una vez que se establece la dirección general del movimiento y se sabe que hay un camino de animales, un río o cualquier otro límite natural más adelante, pueden dejar el rastro y moverse a estos lugares, atravesando el camino barriendo de un lado a otro en la dirección prevista. para recoger huellas a una distancia considerable por delante.
Para poder anticipar y predecir los movimientos de un animal, los rastreadores deben conocer tan bien al animal y su entorno que puedan identificarse con ese animal. Deben ser capaces de visualizar cómo se movía el animal y colocarse en su posición. Si el animal se movía en línea recta a un ritmo constante, y se sabe que hay un abrevadero o una batea más adelante, los rastreadores deben dejar el rastro para buscar señales en el abrevadero o la batea. Mientras se alimenta, un animal generalmente se moverá con el viento, yendo de un arbusto a otro. Si los rastreadores conocen el alimento favorito del animal y saben además cómo se mueve generalmente, no necesitan seguir su camino en zigzag, sino dejar el rastro en algunos lugares, moviéndose en línea recta para ahorrar tiempo, y recoger el rastro más adelante.
Dado que los signos pueden ser fraccionados o parcialmente borrados, no siempre es posible hacer una reconstrucción completa de los movimientos y actividades del animal sobre la base únicamente de pruebas deficientes. Por lo tanto, es posible que los rastreadores tengan que crear una hipótesis de trabajo en la que las pruebas deficientes se complementen con suposiciones hipotéticas basadas no solo en su conocimiento del comportamiento animal, sino también en su capacidad creativa para resolver nuevos problemas y descubrir nueva información. La hipótesis de trabajo suele ser una reconstrucción de lo que estaba haciendo el animal, a qué velocidad se movía, cuándo estaba allí, hacia dónde se dirigía y dónde podría estar en ese momento. Tal hipótesis de trabajo permite a los rastreadores predecir los movimientos del animal. A medida que se recopila nueva información, es posible que tengan que revisar su hipótesis de trabajo, creando una mejor reconstrucción de las actividades del animal. Anticipar y predecir los movimientos de un animal, por lo tanto, implica un proceso continuo de resolución de problemas, creación de nuevas hipótesis y descubrimiento de nueva información.

## Sigilo
Para acercarse a un animal, los rastreadores deben pasar desapercibidos no solo por el animal, sino también por otros animales que puedan alertarlo. Moviéndose lo más silenciosamente posible, los rastreadores evitarán pisar hojas secas y ramitas, y tendrán mucho cuidado al moverse a través de la hierba seca.
Si los rastreadores están muy cerca del animal, es importante que permanezcan a favor del viento, es decir, en una posición en la que el viento sopla en dirección opuesta al animal en la dirección del rastreador. Nunca deben estar en una posición en la que su olor pueda ser llevado por el viento hacia el animal y así alertarlo. También es importante que el animal no tenga la oportunidad de cruzar sus huellas, ya que el olor humano persistente lo alertará. La mayoría de los animales prefieren mantener el viento en la cara cuando viajan para poder oler el peligro que se avecina. Por lo tanto, los rastreadores generalmente estarán a favor del viento cuando se acerquen a los animales por detrás. Sin embargo, la dirección del viento puede haber cambiado. Si la dirección del viento es desfavorable, los rastreadores pueden tener que dejar el rastro para buscar su presa desde el lado de sotavento.
A medida que los rastreadores se acercan al animal, deben asegurarse de verlo antes de que él los vea a ellos. Algunos rastreadores sostienen que un animal sigue mirando hacia atrás por su propio camino, siempre alerta por el peligro que viene por detrás. Cuando el rastro es muy reciente, los rastreadores pueden tener que dejar el rastro para que el animal no los vea primero. Los animales generalmente descansan mirando a favor del viento, para que puedan ver el peligro acercándose desde el lado a favor del viento, mientras que pueden oler el peligro que viene detrás de ellos. Un animal también puede dar la vuelta sobre su rastro y dar vueltas a favor del viento antes de sentarse a descansar. Un depredador que sigue su rastro se moverá más allá del animal en reposo en el lado contra el viento antes de darse cuenta de que el animal se ha doblado hacia atrás, y el animal en reposo olerá al depredador a tiempo para escapar.
Al acechar a un animal, los rastreadores usan la cobertura de los arbustos y se arrodillan cuando es necesario. En la hierba alta, se echan boca abajo impulsándose hacia adelante con los codos. Lo más importante es no llamar la atención con movimientos bruscos. Los rastreadores se toman su tiempo, se mueven lentamente cuando el animal no mira y se mantienen quietos cuando el animal mira en su dirección. Al acechar a un animal, los rastreadores también deben tener cuidado de no molestar a otros animales. Un animal perturbado dará su señal de alarma, alertando así a todos los animales en las inmediaciones, incluido el animal que se está rastreando.

## Lectura adicional
- Brown, T. (1983) Tom Brown's Field Guide to Nature Observation and Tracking. Nueva York: Berkley Books
- Brown, T. (1999) The Science and Art of Tracking. Nueva York: Berkley Books
- Carruthers, P. (2002) Las raíces del razonamiento científico: infancia, modularidad y el arte de rastrear, En: Carruthers, P., Stich, S.,  Siegal, M., (Eds.), The Cognitive Basis of Science. Cambridge: Cambridge University Press.
- Carruthers,  P. (2006) The Architecture of the Mind. Oxford: Prensa de la Universidad de Oxford.
- Carss, B. (2000) The SAS Guide to Tracking (SAS), Boston: The Lyons Press.
- Conesa-Sevilla, J. (2008). Pensar en signos animales: el rastreo como ejercicio biosemiótico, práctica ecopsicológica y camino transpersonal. The Trumpeter, 24, 1, pp. 116–125.
- Taylor, A. and Cooper, D. (1992) Fundamentals of Mantracking, the Step-by-Step Method, Emergency Response Inst.
- Diaz, David (2005) Tracking—Signs of Man, Signs of Hope: A Systematic Approach to the Art and Science of Tracking Humans, Boston: The Lyons Press.
- Donelan, D.S. (1998) Tactical Tracking Operations, Boulder: Paladin Press.
- Elbroch, M. (2003) Mammal Tracks & Sign: A Guide to North American Species Mechanicsburg: Stackpole Books.
- Halfpenny, J. (1986) A Field Guide to Mammal Tracking. Boulder: Johnson Books.
- Kearney, J. (1999) Tracking : A Blueprint for Learning How. Pathway Printing.
- Liebenberg, L.W. (1990) The Art of Tracking: The Origin of Science. Cape Town: David Philip.
- Liebenberg, L.W. (2006) Persistence hunting by modern hunter-gatherers. Curr. Anthropol. 47, 1017–1025.
- Murie, O. & Elbroch, M. (2005) Peterson Field Guide to Animal Tracks. New York: Houghton Mifflin.
- Pickering, T.R., Bunn, H.T. (2007) The endurance running hypothesis and hunting and scavenging in savanna-woodlands. J. Hum. Evol. 53, 434–438.
- Rezendes, P. (1992) Tracking & the Art of Seeing. Vermont: publicación de la casa de Camden.
- Hardin, J. (2005) Tracker: Case Files & Adventures of a Professional Mantracker.
- Ruggiero, Leonard F.; Aubrey, Keith B.; Buskirk, Steven W.; Lyon, L. Jack; Zeilinski, William J., tech. eds. 1994.  La base científica para la conservación de los carnívoros forestales: marta americana, pescador, lince y glotón en el oeste de los Estados Unidos. Gen. Tech. Representante RM-254. Pie. Collins, CO: Departamento de Agricultura de EE. UU., Servicio Forestal, Estación Experimental de Bosques y Cordilleras de las Montañas Rocosas.
- Young, Jon (2007) Animal Tracking Basics. Mechanicsburg: Stackpole Books.